# Antoni Forteza Piña
Antoni Forteza Piña (Palma de Mallorca, 17 de abril de 1901 - ídem, 21 de enero de 1969) fue el propietario del Forn de Santa Eulàlia, panadería situada en la Plaza de España de Palma de Mallorca (Baleares). Tuvo un destacado papel como dirigente deportivo local, especialmente en el mundo del fútbol y del baloncesto.
Forteza fue uno de los fundadores del equipo de fútbol del Balear FC a mediados de 1922. Al poco tiempo un grupo de socios, juntamente con el mismo Forteza, se escindieron para fundar un nuevo club: el Athletic FC, fundado el 13 de septiembre de 1922. Forteza fue su presidente unos años y, desde 1931, presidente honorario. Desde 1932 el club tuvo sección de baloncesto, uno de los primers conjuntos existentes en Mallorca. Actualmente el club sigue existiendo con el nombre de Club Deportivo Atlético Baleares, pero sin la sección de baloncesto.
Posteriormente Forteza se convirtió en el primer presidente de la recientemente creada Federación de Baloncesto de las Islas Baleares (1935) y también presidió, durante algunos años, la Federación de Fútbol de las Islas Baleares. También fue presidente honorario del Club Deportivo Atlético Baleares.